# Al Quie
Albert Harold Quie zvaný Al Quie (18. září 1923 Wheeling Township, Minnesota, USA – 18. srpna 2023) byl americký politik, člen republikánské strany. V letech 1979–1983 zastával úřad guvernéra státu Minnesota.
Vyznáním je luterán.
Zemřel 18. srpna 2023 ve Wayzatě ve věku 99 let, jeden měsíc před 100. narozeninami.